# Удары Израиля по Ираку (2019)
Атака по Ираку — малоосвещённые в СМИ действия Израиля в Ираке.

## Ход событий
В 2019 году СМИ стали сообщать о возможных ударах ВВС Израиля по иранским объектам в Ираке.
Впрочем, официально Израиль не признавал в 2019 году удары по территории Ирака. Об этих ударах сообщают иностранные СМИ.

Так, 19 июля 2019 года СМИ сообщили об израильском ударе по территории Ирака:

Израильские истребители при поддержке ВВС США нанесли ракетно-бомбовый удар по оружейному складу Хашд аш-Шааби на территории Ирака. Самолеты уничтожили несколько высокоточных ракет иранского производства Fateh-110. Шестеро военнослужащих Корпуса Стражей Исламской революции (КСИР) и Хезболлы убиты.

29 июля 2019 года Израиль (?) вновь ударил по Ираку. Вероятно, использовались F-35I:

Панарабская газета «Аш-Шарк аль-Аусат» пишет, что Израиль расширяет атаки иранских объектов в Сирии и Ираке. Согласно публикации, во второй раз за месяц были атакованы хранилища иранских ракет на иракской территории.
Западные дипломатические источники сообщили изданию, что 19 июля при атаке иранской базы в провинции Салах ад-Дин израильтяне задействовали новейшие боевые самолеты F-35.
Газета сообщает и об атаке 29 июля военной базы «Ашраф», расположенной в 40 километрах к юго-востоку от Багдада. В прошлом на ней располагался штаб оппозиционного движения «Муджахаддин Халк», которое ведет борьбу с режимом аятолл.

12 августа 2019 года прогремела серия взрывов на военной базе «Сил народной мобилизации» в пригороде Багдада. По одной из неофициальной версии это мог быть удар Израиля. Бывший вице-премьер Ирака Баха аль-Араджи заявил, что ко взрывам на военной базе «Сакр» около Багдада причастен Израиль, а также подтвердил, что на складах этой базы хранилось иранское ракетное оружие.
СМИ утверждали, что из-за израильских ударов Ирак закрыл всё своё воздушное пространство для международной коалиции и других вооруженных групп.
20 августа 2019 года прогремели сильные взрывы около базы иракских военно-воздушных сил «Аль-Бахр», расположенной в провинции Саладин примерно в 70 км к северу от Багдада. Некоторые иракские чиновники высказывают предположения, что база была атакована израильскими ВВС, использовавшими истребители F-35 или беспилотные самолеты.
22 августа 2019 года СМИ сообщили, что заместитель командующего иракским военизированным шиитским ополчением «Аль-Хашд аш-Шааби» Абу Махди аль-Мухандэс в интервью ливанскому телеканалу «Аль-Майядин», возложил на Израиль и США ответственность за недавние удары по складам этой группировки. Абу Махди аль-Мухандэс утверждает, что 20 августа, 12 августа и 19 июля склады вооружений «Аль-Хашд аш-Шааби» были атакованы израильскими самолетами, действия которых были согласованы с командованием армии США в регионе. По его словам, целями являются не только склады, но и лидеры иракских проиранских группировок, которых в Вашингтоне называют террористами. По словам аль-Мухандэса, подразделения ПВО «Аль-Хашд аш-Шааби» отслеживают все полеты американских самолетов в воздушном пространстве Ирака и располагают данными о том, что американцы позволили в этом году четырем израильским беспилотным самолетам, вылетевшим с базы в Азербайджане, действовать в иракском воздушном пространстве.
В тот же день, 22 августа 2019 года Биньямин Нетаниягу подтвердил, что Израиль работает против иранской угрозы «на многих участках».
Израильская компания ImageSat International, являющаяся оператором спутника наблюдения Eros-B, опубликовала снимки, на которых показаны последствия взрывов около базы иракских военно-воздушных сил «Аль-Бахр» к северу от Багдада.

Мировые СМИ со ссылкой на специалистов утверждают, что удары наносит Израиль:
Американское издание The New York Times опубликовало статью под заголовком «Израильский авиаудар поразил склад вооружений в Ираке». Авторы этой публикации — Алисса Рубин и Ронен Бергман — со ссылкой на двух американских высокопоставленных чиновников однозначно заявляют, что недавние воздушные атаки, целью которых были склады оружия и боеприпасов проиранской милиции в Ираке, осуществили израильские ВВС. Отметим, что один авторов этой статьи Ронен Бергман — ведущий эксперт по израильской разведке, автор ряда книг и множества статей, посвященных этой теме.
30 сентября 2019 года премьер-министр Ирака Адель Абд аль-Махди заявил в интервью телеканалу «Аль-Джазира»: следствие установило, что Израиль несет ответственность за нападение на позиции проиранских милиций на сирийской границе.
1 октября 2019 года лидер шиитской проиранской военизированной группировки «Аль-Хашд аш-Шааби» пообещал отомстить Израилю за удары по Ираку.